# Kriegsvölkerrecht
Als Kriegsvölkerrecht (engl. Law of Armed Conflict, kurz LOAC) werden zusammenfassend zwei verschiedene Aspekte des internationalen öffentlichen Rechts bezeichnet. Zum einen zählt zu diesem Bereich des Völkerrechts das Recht zum Krieg (ius ad bellum), also Fragen der Legalität militärischer Gewalt. Zum anderen gehört zum Kriegsvölkerrecht auch das Recht im Krieg (ius in bello), also Regeln zum Umgang mit Kombattanten, Nichtkombattanten, Kulturgut und andere Vorschriften, welche die mit einem Krieg verbundenen Leiden und Schäden vermindern oder auf ein unvermeidbares Maß beschränken sollen. Dieser Teil wird zusammenfassend auch als humanitäres Völkerrecht bezeichnet.

## Das Recht zum Krieg(ius ad bellum)
Kriege sind heute grundsätzlich völkerrechtswidrig. Dies ergibt sich aus dem allgemeinen Gewaltverbot in Artikel 2 Ziffer 4 der Charta der Vereinten Nationen. Diese Vorschrift lautet: „Alle Mitglieder unterlassen in ihren internationalen Beziehungen jede gegen die territoriale Unversehrtheit oder die politische Unabhängigkeit eines Staates gerichtete oder sonst mit den Zielen der Vereinten Nationen unvereinbare Androhung oder Anwendung von Gewalt.“ Damit wurde der berühmte Ausspruch Carl von Clausewitz’ aus dem Jahr 1832 aufgegeben, der Krieg sei eine bloße Fortsetzung der Politik mit anderen Mitteln.

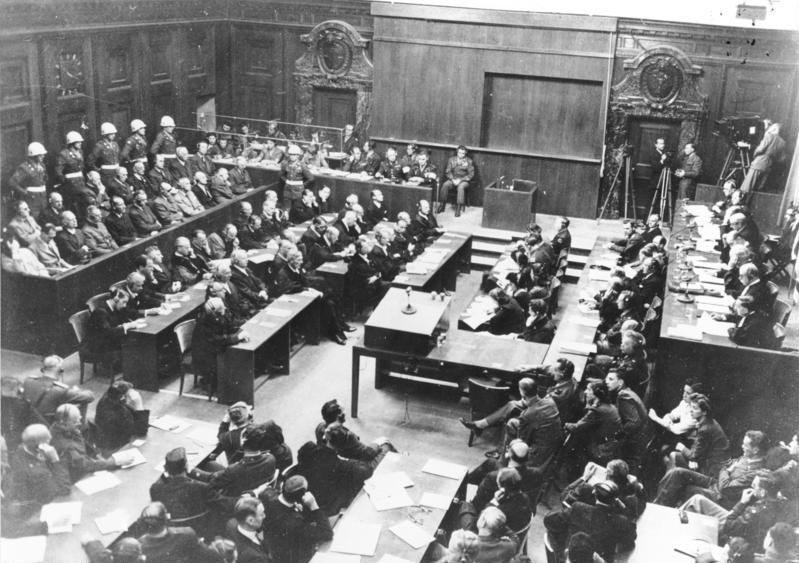
Strafprozess vor dem Internationalen Gerichtshof in Nürnberg (30. September 1946)

Noch bis zum Briand-Kellogg-Pakt von 1928 war der rechtliche Zustand annähernd umgekehrt: Das Recht des Souveräns zur freien Kriegführung im Sinne des ius ad bellum war weitgehend unbestritten, zumindest bei Vorliegen eines casus belli, das heißt eines als Kriegsgrund eingestuften Anlasses. Anderer Ansicht ist Hendrik Simon, der die Existenz eines solchen Rechts bestreitet.
Mit dem Nürnberger Prozess gegen die Hauptkriegsverbrecher wurde 1945/46 erstmals die Planung, Vorbereitung, Einleitung oder Durchführung eines Angriffskrieges als Führungsverbrechen vor einem internationalen Militärgerichtshof in einem rechtsstaatlichen Verfahren abgeurteilt und ein Präzedenzfall geschaffen. Allerdings existierten diese Gesetze zur Zeit der Tat noch nicht.
Trotz der grundsätzlichen Ächtung des Krieges gibt es mehrere Ausnahmen vom heute geltenden Gewaltverbot:
- Eine Intervention ist regelmäßig völkerrechtlich zulässig, wenn der Staat, auf dessen Territorium die Intervention stattfinden soll, dieser zustimmt. Nach verbreiteter Ansicht ist im Falle eines solchen Einverständnisses Gewaltanwendung durch den intervenierenden Staat nicht illegal. Die meisten nach dem Parlamentsbeteiligungsgesetz beschlossenen Auslandseinsätze der Bundeswehr beruhen (auch) auf einem Einverständnis des betreffenden Staates. (Im Kosovokrieg 1999 lag allerdings kein Einverständnis der Bundesrepublik Jugoslawien vor.)
- Artikel 51 der UN-Charta erlaubt im Falle eines bewaffneten Angriffs die Selbstverteidigung, bis der Sicherheitsrat die „erforderlichen Maßnahmen getroffen hat“. Die Reichweite des Selbstverteidigungsrechts ist insbesondere im Fall der sog. präventiven Selbstverteidigung umstritten.[6]
- Die UN-Charta legitimiert militärische Handlungen, wenn ein Mandat des UN-Sicherheitsrats vorliegt (Kapitel VII UN-Charta; „friedensschaffende“ oder „friedensbewahrende“ Maßnahmen). Alle gegenwärtigen, nach dem Parlamentsbeteiligungsgesetz beschlossenen Auslandseinsätze der Bundeswehr beruhen (auch) auf einem Mandat des UN-Sicherheitsrats (Sonderfall Kosovo, bei dem es kein UN-Mandat gab).
- Es ist umstritten, ob eine Intervention zur Rettung eigener Staatsangehöriger vom Gewaltverbot ausgenommen ist, insbesondere weil eine solche Ausnahme gegen das Gewaltverbot verstößt. Die „Operation Libelle“ in Albanien im Jahr 1997, bei der die Bundeswehr zur Rettung deutscher Staatsangehöriger in Albanien intervenierte, wird teilweise als völkerrechtskonform angesehen, insbesondere auch weil die Intervention einer Einladung der albanischen Regierung folgte. Darüber hinaus handelte es sich um einen Eingriff in das Staatsgebiet eines failed state, ein Staat, in dem die Regierungsgewalt bereits weggefallen ist, so dass internationale Kritik an der Aktion kaum zu erwarten war. Umstritten sind allerdings Operationen, die ohne Einladung erfolgt sind, wie beispielsweise die von Israel in Uganda durchgeführte „Operation Entebbe“ im Juli 1976.
- Eine weitere Ausnahme vom Gewaltverbot – die allerdings so gut wie keine praktische Anwendung erlangt hat – ist über Art. 52 UN-Charta zulässig (regionale Abmachungen). Die fehlende praktische Bedeutung geht insbesondere darauf zurück, dass hierdurch allenfalls eine Intervention innerhalb des Geltungsgebiets der regionalen Abmachung legitimiert werden kann, nicht aber außerhalb dieses Gebiets.
- Umstritten ist in der völkerrechtlichen Literatur, ob über den Wortlaut der UN-Charta hinaus eine weitere Ausnahme vom Gewaltverbot im Falle der sog. humanitären Intervention gemacht werden kann, d. h. ob eine Intervention ohne Mandat des UN-Sicherheitsrats und ohne Einverständnis des betreffenden Staates zur Abwendung bestimmter humanitärer Missstände (Beispiel: Kosovo-Konflikt im Jahr 1999) unter Rückgriff auf Naturrecht mit einer universellen Moral begründet werden kann.
- Eine Ausnahme vom Gewaltverbot kann in bestimmten Fällen auch dann gegeben sein, wenn der betroffene Staat anderen in einem völkerrechtlichen Vertrag ein Recht zur Intervention eingeräumt hatte – beispielsweise für den Fall schwerwiegender Menschenrechtsverletzungen (sog. Interventionsklausel). In diesem Fall liegt nicht zwangsläufig ein gegenwärtiges Einverständnis des betreffenden Staates vor (siehe hierzu Punkt 1), jedenfalls aber ein antizipiertes Einverständnis.
- Theoretisch immer noch gültig sind die Feindstaatenklauseln der UN in den Artikeln 53 und 107 sowie als Halbsatz in Artikel 77 der Charta der Vereinten Nationen, wonach gegen Feindstaaten des Zweiten Weltkrieges von den Unterzeichnerstaaten Zwangsmaßnahmen ohne besondere Ermächtigung durch den UN-Sicherheitsrat verhängt werden könnten, falls die „Feindstaaten“ erneut eine aggressive Politik verfolgen sollten. Vorwiegend beziehen sich diese Klauseln auf Deutschland, Japan und Italien. Allerdings werden sie in der Völkerrechtslehre als obsolet angesehen, spätestens seit dem Beitritt dieser Staaten zu den Vereinten Nationen. De jure sind sie aber immer noch in Kraft, vor allem weil das Verfahren zur Änderung der UN-Charta sehr aufwändig ist und Begehrlichkeiten zu Änderungen auch an anderen Stellen wecken könnte, was die Mehrheit der UN-Mitgliedsstaaten vermeiden möchten.

## Das Recht im Krieg(ius in bello)
Große Teile des Rechts im Krieg werden heute unter der Bezeichnung Humanitäres Völkerrecht zusammengefasst. Kriegshandlungen sind nur zulässig in den Grenzen der völkerrechtlichen Vereinbarungen der Haager Abkommen, insbesondere der Haager Landkriegsordnung, und der Genfer Abkommen über die Verbesserung des Loses der Verwundeten, Kranken und Schiffbrüchigen der bewaffneten Kräfte, über die Behandlung der Kriegsgefangenen und über den Schutz von Zivilpersonen in Kriegszeiten. Insbesondere ist ein Angriff auf diese geschützten Personenkreise unzulässig und stellt ein Kriegsverbrechen dar.
Kombattanten sind berechtigt, sich unmittelbar an Feindseligkeiten zu beteiligen und genießen für Handlungen im Rahmen der Gesetze und Gebräuche des Krieges strafrechtliche Immunität. Für die völkerrechtliche Rechtfertigung der einzelnen kriegerischen Handlung ist es unerheblich, ob ein „rechtmäßiger“ Kriegsgrund, ein Recht zum Krieg („ius ad bellum“) seitens der beteiligten Subjekte besteht.

## Begriffsentwicklung seit dem Ende des Zweiten Weltkriegs
In der zweiten Hälfte des 20. Jahrhunderts hat sich um den eingangs dargestellten klassischen Begriff Kriegsvölkerrecht ein Wandlungsprozess entwickelt, der aktuell weiter andauert. Im Zuge dessen zeigen sich verstärkt Tendenzen, meist nur für den Kern des humanitären Völkerrechts, teilweise aber auch für das gesamte ius in bello oder gar das gesamte Kriegsvölkerrecht den Begriff des Rechts des bewaffneten Konflikts (englisch law of armed conflict) zu verwenden. Dies hat verschiedene mögliche Hintergründe:
- Seit dem Briand-Kellogg-Pakt (1928) und der damit einhergehenden Ächtung des Angriffskrieges, spätestens aber seit Einführung des Allgemeinen Gewaltverbots mit Art. 2 Nr. 4 UN-Charta (1945) sind Kriege im klassischen Sinne – also der mit Waffengewalt ausgetragene, offene Konflikt zwischen Staaten – vor der internationalen Gemeinschaft kaum noch zu rechtfertigen. Vor allem in demokratischen Gesellschaften kann es zudem erhebliche innenpolitische und gesellschaftliche Konsequenzen nach sich ziehen, allzu offen von Krieg zu sprechen (siehe etwa Horst Köhler: Kontroverse um Auslandseinsätze).
- Durch die vier Genfer Abkommen von 1949 wurde des Weiteren der Begriff des bewaffneten Konflikts eingeführt, dessen Vorliegen alternativ zum erklärten Krieg die Anwendbarkeit der Konventionen[11] zur Folge hat. Seither haben sämtliche wichtigen Abkommen des humanitären Völkerrechts, und teilweise auch solche anderer Bereiche des Völkerrechts, den Begriff des bewaffneten Konflikts übernommen.[12]
- Entsprechend hat zudem die Staatenpraxis im Laufe des 20. Jahrhunderts gezeigt, dass selbst im klassischen Staatenkrieg das Erfordernis einer formellen Kriegserklärung und damit der juristische Kriegszustand für die Anwendung des ius in bello bedeutungslos geworden ist (siehe Kriegserklärung: Geschichte). Darüber hinaus kann im heute vermehrt auftretenden Fall des Konflikts zwischen Staaten und nichtstaatlichen Akteuren[13] von Krieg im klassischen Sinne ohnehin keine Rede sein.

Wie bereits angedeutet wird jedoch der Begriff Recht des bewaffneten Konflikts – parallel zu bewaffneter Konflikt – nicht einheitlich verwendet. Klarheit besteht insoweit, als der Begriff zumindest alle Regeln des Völkerrechts einschließt, die bei Vorliegen eines bewaffneten Konflikts zur Anwendung kommen. Unklar ist hingegen, inwieweit zudem die Begriffe Krieg und Kriegsvölkerrecht verdrängt werden und folglich das Recht des bewaffneten Konflikts insbesondere auch das Neutralitätsrecht oder gar das ius ad bellum umfasst.

## Durchsetzung geltenden Rechts
Zur Überprüfung völkerrechtlicher Streitigkeiten ist in Den Haag der Internationale Gerichtshof eingerichtet worden, der auch in Fragen des Kriegsvölkerrechts Recht spricht. Der IGH ist nach Art. 92 der UN-Charta das Hauptrechtsprechungsorgan der UNO. Gleichwohl ist nicht jeder kriegsvölkerrechtlich relevante Sachverhalt vom IGH überprüfbar; vielmehr hängt es jeweils vom konkreten Einzelfall ab, inwieweit der IGH über einen Sachverhalt entscheiden kann. So hat sich beispielsweise Deutschland im Mai 2008 durch eine Unterwerfungserklärung gegenüber den Vereinten Nationen der obligatorischen Gerichtsbarkeit des IGH unterworfen, den Bereich der Auslandseinsätze der Bundeswehr von der Unterwerfungserklärung jedoch ausgenommen. Eine Zuständigkeit des IGH hinsichtlich der Auslandseinsätze der Bundeswehr kann als Folge davon nicht aus der deutschen Unterwerfungserklärung hergeleitet werden, sondern allenfalls aus anderweitigen Rechtsgrundlagen.
Mit dem Römischen Statut zum Internationalen Strafgerichtshof ist ein internationaler Gerichtshof zur Ahndung von Straftaten gegen das Kriegsvölkerrecht geschaffen worden. Das deutsche Recht hat diese Entwicklung des Völkerstrafrechts in der Form eines Völkerstrafgesetzbuches übernommen.
Bestimmte Verstöße gegen das völkerrechtliche ius ad bellum werden vom Straftatbestand des Verbrechens der Aggression in Artikel 8 bis des Römischen Statut des Internationalen Strafgerichtshofs erfasst. Seit 2017 kann der IStGH seine Zuständigkeit über das Aggressionsverbrechen ausüben. Das gegenwärtig geltende deutsche Strafrecht (Stand: April 2015) stellt die „Vorbereitung eines Angriffskrieges“ in § 80 StGB unter Strafe. Diese Vorschrift gilt nur für Angriffskriege, an denen Deutschland beteiligt ist. An der Kodifizierung des Aggressionsverbrechens im Völkerstrafgesetzbuch wird gegenwärtig im Bundesministerium der Justiz gearbeitet.
Bestimmte Verstöße gegen das völkerrechtliche ius in bello werden vom Straftatbestand der Kriegsverbrechen erfasst. Die Strafbarkeit kann sich sowohl nach dem Statut des Internationalen Strafgerichtshofs als auch nach nationalem Recht – z. B. aufgrund des deutschen Völkerstrafgesetzbuchs – ergeben. Für Kriegsverbrechen gilt das Weltrechtsprinzip. Entsprechende Taten können somit auch dann von einem Staat verfolgt werden, wenn keinerlei Inlandsbezug vorliegt.

## Geschichte
Ursprünglich war der Krieg ein weitgehend rechtsfreier Raum, es entwickelten sich jedoch mehr oder weniger unverbindliche Gebräuche.
Zu Zeiten der Römer prägte Cicero den lateinischen Rechtssatz inter arma enim silent leges: Unter Waffen schweigen die Gesetze. Andererseits wurde Caesar in Rom wegen seiner Kriegführung in Gallien kritisiert. Auch wenn dies durch politische Widersacher betrieben wurde, zeigt es das Vorhandensein gewisser Moralvorstellungen über die Kriegführung. Augustinus von Hippo entwickelte am Übergang von Antike zum Mittelalter den Begriff des bellum iustum, des gerechten Krieges.
Im Hochmittelalter kam es im Zusammenhang mit den Kreuzzügen sogar kurzzeitig zur Verwendung des Begriffes bellum sacrum, heiliger Krieg. Das entstehende Völkerrecht griff in der Neuzeit mit den Spanischen Spätscholastikern und Grotius den Begriff des bellum iustum auf. Insbesondere die Frage, ob Unschuldige im Krieg getötet werden dürften, wurde kontrovers diskutiert. Der Begriff wurde im Zeitalter der Kabinettskriege bloße Formel, die mit der Findung eines casus belli leicht zur Anwendung kommen konnte. Im 19. Jahrhundert schließlich setzte sich die Lehre des ius ad bellum im Sinne eines Rechts zur freien Kriegführung durch.
Der erste, wenn auch zeitlich und lokal begrenzte Versuch einer Kodifizierung von Regeln des Kriegsvölkerrechts war der Lieber Code, der während des Amerikanischen Bürgerkrieges für die Truppen der Nordstaaten galt. In Form von internationalen und dauerhaften Vereinbarungen nahm das humanitäre Völkerrecht seinen Anfang mit Dunants Erlebnissen nach der Schlacht von Solferino, was auf seine Initiative hin zur Genfer Konvention führte. Auf der Brüsseler Konferenz von 1874 wurde erstmals versucht, die Gesetze und Gebräuche des Krieges in Form einer international verbindlichen Konvention festzulegen, was jedoch mangels späterer Ratifikationen der Deklaration von Brüssel keinen Erfolg hatte. Ein weiteres wichtiges Dokument in der Geschichte des Kriegsvölkerrechts war das 1880 vom Institut de Droit international beschlossene Oxford Manual, das unter dem Titel Manuel des lois de la guerre sur terre („Die Regeln des Landkrieges“) wichtige Vorschriften zur Kriegführung zusammenfasste. Gedacht war dieses Regelwerk vor allem als Vorschlag an die damaligen Staaten für eine entsprechende nationale Gesetzgebung. Ende des 19. Jahrhunderts kam es auf den zunächst als Abrüstungskonferenzen geplanten Haager Friedenskonferenzen zu weitreichenden Vereinbarungen über die Kriegführung, außerdem zur Einrichtung des ersten internationalen Schiedsgerichts.
Die Erlebnisse des Ersten Weltkriegs führten zu einer Veränderung der Auffassung vom ius ad bellum, so dass es zum Kellogg-Pakt kommen konnte, der Angriffskriege grundsätzlich verbot. Der Völkerbund sollte eine friedliche Ordnung sichern, was aber scheiterte. Nach dem Zweiten Weltkrieg kam es daher 1945 mit der Charta der Vereinten Nationen zu einer grundlegenden Neuordnung des internationalen Rechts.
Angesichts der zahlreichen Todesopfer unter der Zivilbevölkerung wurde eine Verbesserung ihres Schutzes für notwendig erachtet. So war insbesondere der Schutz von Zivilpersonen vor Repressalien analog dem der Kriegsgefangenen vorrangiges Ziel der Genfer Konventionen von 1949. Während des Krieges hatte insbesondere die deutsche Besatzungsmacht unter dem Vorwand der Repressalie zahllose Massenmorde an Zivilisten begangen. Im Rahmen der Nachkriegsjustiz wurden diese Morde als grundsätzlich völkerrechtswidrig eingestuft, lediglich als äußerstes Mittel zur Aufrechterhaltung der öffentlichen Ordnung wurden sogenannte „Sühnemaßnahmen“ als unter bestimmten, sehr eng gefassten Bedingungen als theoretisch zulässig erachtet. Zu einer einheitlichen Rechtsprechung kam es jedoch nicht mehr, bevor der Schutz von Zivilpersonen durch die Genfer Konvention zur Rechtsnorm erhoben wurde. Dieser Schutz wurde 1977 in den Zusatzprotokollen erweitert, so dass Repressalien gegen Personen heute weitestgehend ausgeschlossen sind. 2002 wurde der Internationale Strafgerichtshof geschaffen.